# Liste der LFA Super Taça
Diese Liste führt alle offiziellen Spiele um den LFA Super Taça, den seit 2016 ausgetragenen Fußball-Supercup für osttimoresische Vereinsmannschaften, mit Statistik auf.

## LFA Super Taça 2016
Der LFA Super Taça 2016 war die erste Ausspielung des Wettbewerbs und wurde am 25. November 2016 zwischen dem osttimoresischen Meister, Sport Laulara e Benfica, und dem Sieger der Taça 12 de Novembro, AS Ponta Leste, ausgetragen.

### Spielstatistik
| Paarung  | Sport Laulara e Benfica – AS Ponta Leste |
| Ergebnis | 1:2                                      |
| Datum    | 25. September 2016                       |
| Stadion  | Malibaca Yamato Stadium Maliana, Maliana |
| Tore     | ?                                        |

## LFA Super Taça 2017
Der LFA Super Taça 2017 war die zweite Ausspielung des Wettbewerbs und wurde am 18. November 2017 zwischen dem osttimoresischen Meister, Karketu Dili, und dem Sieger der Taça 12 de Novembro, Atlético Ultramar, im Estadio Municipal de Baucau ausgetragen. Karketu Dili gewann das Spiel mit 4:0.

### Spielstatistik
| Paarung  | Karketu Dili – Atlético Ultramar                                                                                          |
| Ergebnis | 4:0 (1:0) |
| Datum    | 18. November 2017 |
| Stadion  | Estadio Municipal de Baucau, Baucau                                                                                       |
| Tore     | 1:0 Oligario Boavida (45.), 2:0 Oligario Boavida (48.), 3:0 Alan Leandro (55., Foulelfmeter), 4:0 Henrique Concecão (72.) |

## LFA Super Taça 2018
Der LFA Super Taça 2018 war die dritte Ausspielung des Wettbewerbs und wurde am 25. November 2018 zwischen dem osttimoresischen Meister, Boavista FC, und dem Sieger der Taça 12 de Novembro, Atlético Ultramar, im Nationalstadion von Osttimor in Dili ausgetragen. Der Boavista FC gewann das Spiel mit 2:0.

### Spielstatistik
| Paarung  | Boavista FC – Atlético Ultramar             |
| Ergebnis | 2:0 (2:0)                                   |
| Datum    | 25. November 2018                           |
| Stadion  | Nationalstadion von Osttimor, Dili          |
| Tore     | 1:0 Henrique da Cruz (18.), 2:0 Savio (24.) |

## LFA Super Taça 2019
Die LFA Super Taça 2019 war die vierte Ausspielung des Wettbewerbs und fand am 19. Oktober 2019 im Estádio Café Ermera in Gleno statt. Osttimoresischer Meister und Sieger der Taça 12 de Novembro wurde 2019 beides der FC Lalenok United. Daher wurde um die Super Taça zwischen den Finalisten des Landespokals FC Lalenok United und Sport Laulara e Benfica gespielt. Dem FC Lalenok United gelang der Sieg und damit das erste Triple in der Geschichte der LFA.

### Spielstatistik
| Paarung  | FC Lalenok United – Sport Laulara e Benfica                                                                 |
| Ergebnis | 3:1 |
| Datum    | 19. Oktober 2019                                                                                            |
| Stadion  | Estádio Café Ermera, Gleno                                                                                  |
| Tore     | 1:0 Yohanes Gusmão (16.), 2:0 Yohanes Gusmão (28.), 3:0 Santiago da Costa (54.), 3:1 Job Mark Freitas (62.) |